# Свети Колумба
Свети Колумба (ир. Colm Cille - голубица цркве, шк. Columbkille, 521-597) био је ирски монах и мисионар заслужан за ширење хришћанства у данашњој Шкотској. Основао је манастир Јона, који је вековима био главна политичка и верска установа у Шкотској. Он је светац заштитник Дерија у Ирској. Био је веома поштован и међу Келтима из Далријаде и међу Пиктима, и данас је упамћен као католички светитељ и један од 12 апостола Ирске. У Ирској, познат је као Колмкил (ир. Colm Cille).
Колумба је студирао код неких од најистакнутијих црквених личности Ирске и основао је неколико манастира у земљи. Око 563. године нове ере он и његових дванаест пратилаца прешли су у Дунаверти близу Саутенда, Аргајл, у Кинтајру пре него што су се настанили у Јони у Шкотској, тада део алстерског краљевства Далријада, где су основали нову опатију као базу за ширење келтског хришћанства међу паганска северна пиктска краљевства. Остао је активан у ирској политици, иако је већи део свог живота провео у Шкотској. Њему се могу приписати три сачуване раносредњовековне латинске химне.

## Рани живот у Ирској
Колумба је рођен у породица Федлимида и Итне из Сенел Конејла у Гартану, округу поред Лок Гартана, у Тир Чонејлу (углавном модерном округу Донегал) на северу Ирске. Са очеве стране, за њега се тврди да је пра-праунук Најла од девет талаца, псеудоисторијског високог краља Ирске из 5. века. Крштен је у Темпл-Дагласу, у округу Донегал у жупи Конвал (на пола пута између Гартана и Летеркенија), од стране свог учитеља и ујака Крутнехана.
Колумба је живео у малом селу Гленколмсил око 5 година, које је добило име по њему. Не зна се поуздано да ли се при рођењу звао Колмсил или је ово име усвојио касније у животу; Адомнан (Еунан) из Јоне је сматрао да је то његово рођено име, али други ирски извори тврде да је његово име по рођењу било Кримтан (што значи 'лисица'). На ирском језику његово име значи „голуб“, што је исто име као и пророк Јона (Јона на хебрејском је такође „голуб“), чега су Адомнан из Јоне, као и други рани ирски писци, били свесни, иако није јасно да ли је намерно назван по Јони или не. Columba је такође латински за голуб. (Погледајте и род птица Columba.)
Када је довољно напредовао у писму, ушао је у монашку школу Мовила, у Њутаунардсу, код Финијана од Мовила који је студирао у Нинијановом „манастиру Магнум” на обали Галовеја. Он је имао је око двадесет година и био је ђакон када је, након што је завршио обуку у Мовили, отпутовао на југ у Лејнстер, где је постао ученик остарелог барда по имену Геман. Када га је напустио, Колумба је ушао у манастир Клонард, којим је у то време управљао Финијан, познат по светости и учености. Овде је упијао традиције велшке цркве, јер је Финијан био обучен у школама Светог Давида.
У раној хришћанској Ирској, традиција друида је пропала због ширења нове хришћанске вере. Изучавање латинског учења и хришћанске теологије у манастирима је цветало. Колумба је постао ученик монашке школе у опатији Клонард, која се налази на реци Бојн у модерном округу Мит. Током шестог века, нека од најзначајнијих имена у историји келтског хришћанства студирала су у манастиру Клонард. Сматра се је да је просечан број ђака који су похађали наставу у Клонарду био 300. Колумба је био један од дванаест ученика Финијана од Клонарда који су постали познати као Дванаест апостола Ирске. Замонашио се и на крају је заређен за свештеника.

## Мисија у Шкотској
У Ирској, Колумба је студирао код најистакнутијих црквених достојанственика и основао је више манастира. Око 560. Колумба се посвађао са својим учитељем, Светим Финианом из Мовиле (енгл. Finnian of Movilla, 495–589) око Финиановог псалтира који је Колумба преписао и хтео да задржи копију: краљ Дијармид (ир. Diarmait mac Cerbaill) пресудио је да "свакој крави припада њено теле, па тако и свакој књизи припада њена копија". Изгубивши књигу, Колумба је побунио против краља своје саплеменике, О'Ниле из Алстера, наневши краљу тежак пораз: црквени синод осудио га је на прогонство и мисионарски рад "док не преведе у хришћанство онолико душа колико је страдало у боју". Око 563. он и његових 12 пратилаца прешли су у Шкотску и настанили се на малом острву Јона у Унутрашњим Хебридима (у то време део краљевине Далријада из Алстера) где су основали истоимени манастир, као базу за ширење келтског хришћанства међу северним краљевствима Пикта, која су још увек била паганска. Остао је активан у ирској политици, иако је остатак живота углавном провео у Шкотској. Приписују му се три сачуване химне на латинском.